# Karen Blixen statue
Karen Blixen statuen er en statue, der er placeret på den østlige del af Sankt Annæ Plads i København. Den er skabt af billedhugger Rikke Raben og blev afsløret for offentligheden i april 2024.
Skulpturen, der er den første Karen Blixen statue i offentligt rum i København, viser forfatteren i fuld figur, siddende med benene over kors på en stol med en bog i skødet.
Figuren er placeret siddende i sin stol oven på en stor bronzeplade og en stensokkel af stokhugget rød svensk wasasten.
Skulpturen er skabt på baggrund af billedhugger Rikke Rabens forstudier i form af en bronzeskulptur, som i 2019 blev skænket til Karen Blixen Museet.
Marie Breyen Foss og Rikke Raben har taget initiativ til statuen som er finansieret af fonde og private donationer.